# Механохромія
Механохромія (англ. mechanochromism) — оборотна зміна кольору бістабільних молекулярних систем при деформаційних навантаженнях на пофарбований матеріал. Різновид хромії.